# Program Mariner
Program Mariner byl program řízený americkou vesmírnou agenturou NASA, jehož účelem byl průzkum nejbližších planet (Merkuru, Venuše a Marsu) automatickými sondami.

## Úkol a plnění programu
Průzkum pomocí nepilotovaných sond měl být prováděn při průletu, případně z oběžné dráhy planet. Vyšší technická úroveň oproti dřívějším programům je umožňovala lépe stabilizovat v prostoru a díky vývoji stále silnějších nosných raket zvyšovat jejich hmotnost a tedy i přístrojové vybavení.
Program uskutečněný v období roku 1962 až 1973 byl splněn dobře. Z deseti vyslaných sond osm dosáhlo cíle a poskytlo Zemi cenné fotografie a další údaje ze všech tří cílových planet. Na získané zkušenosti pak navázaly další sondy Viking a Voyager.

## Seznam sond Mariner
| Název sondy | Datum vypuštění    | Cíl            | Poznámka                           |
| ----------- | ------------------ | -------------- | ---------------------------------- |
| Mariner 1   | 22. července 1962  | Venuše         | zničen krátce po startu            |
| Mariner 2   | 27. srpna 1962     | Venuše         | první průlet kolem cizí planety    |
| Mariner 3   | 5. listopadu 1964  | Mars           | neúspěch                           |
| Mariner 4   | 28. listopadu 1964 | Mars           | první sonda u Marsu, 22 fotografií |
| Mariner 5   | 14. června 1967    | Venuše         | průlet kolem Venuše s měřením      |
| Mariner 6   | 24. února 1969     | Mars           | průlet kolem Marsu, fotografie     |
| Mariner 7   | 27. března 1969    | Mars           | Mariner 6 a 7 - identické sondy    |
| Mariner 8   | 9. května 1971     | Mars           | neúspěch již při startu            |
| Mariner 9   | 30. května 1971    | Mars           | první satelit cizí planety         |
| Mariner 10  | 3. listopadu 1973  | Merkur, Venuše | fotografie obou planet             |